# Anders Lindstedt
 (juin 2018).
Si vous disposez d'ouvrages ou d'articles de référence ou si vous connaissez des sites web de qualité traitant du thème abordé ici, merci de compléter l'article en donnant les références utiles à sa vérifiabilité et en les liant à la section « Notes et références ».
Anders Lindstedt (27 juin 1854-1939), astronome et mathématicien suédois.
Il a notamment apporté une contribution essentielle à la théorie des perturbations en mécanique céleste.